# Saint-Étienne-de-Montluc
Saint-Étienne-de-Montluc är en kommun i departementet Loire-Atlantique i regionen Pays de la Loire i nordvästra Frankrike. Kommunen ligger i kantonen Saint-Étienne-de-Montluc som tillhör arrondissementet Nantes. År 2022 hade Saint-Étienne-de-Montluc 7 739 invånare.

## Befolkningsutveckling
Antalet invånare i kommunen Saint-Étienne-de-Montluc
| Referens: INSEE |